# Enclos paroissial de La Roche-Maurice
L'enclos paroissial de La Roche-Maurice est un enclos paroissial situé dans la commune de La Roche-Maurice (Finistère, Bretagne). Il inclut l'église Saint-Yves, classée au titre des monuments historiques en 1916, un calvaire et un ossuaire et un cimetière,.

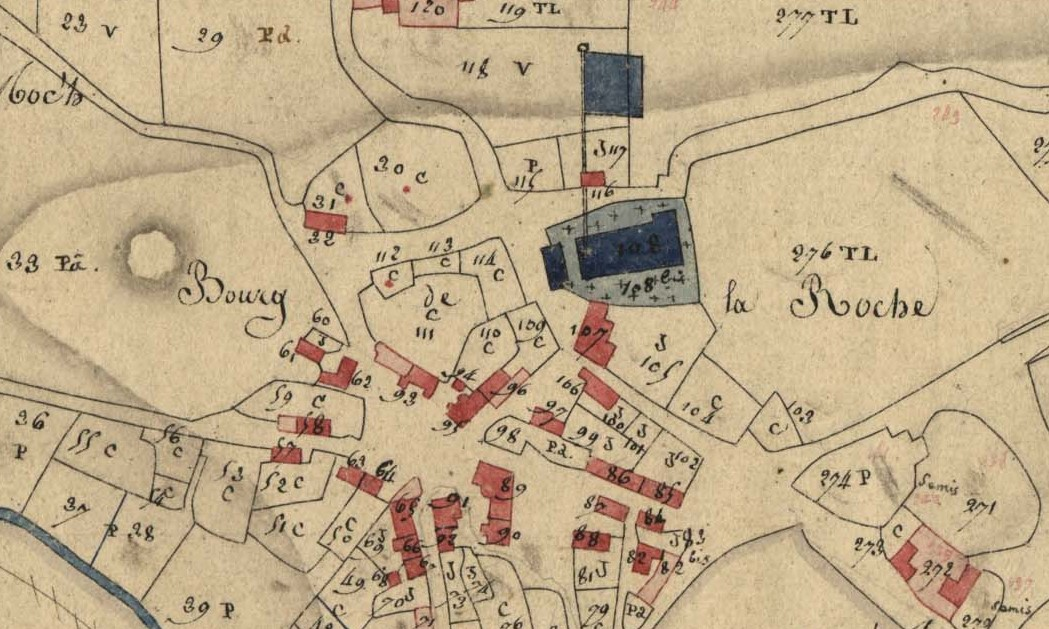
Plan de l'enclos en 1811. L'ossuaire est visible à l'ouest de l'enclos.

## Galerie

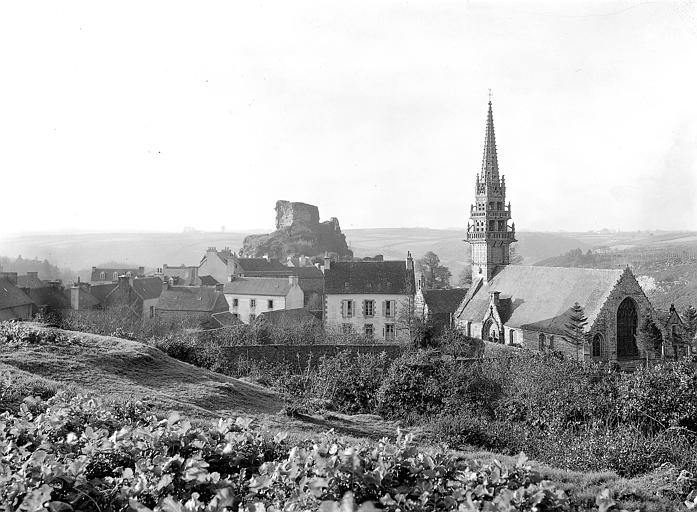
Vue de l'église et du village.
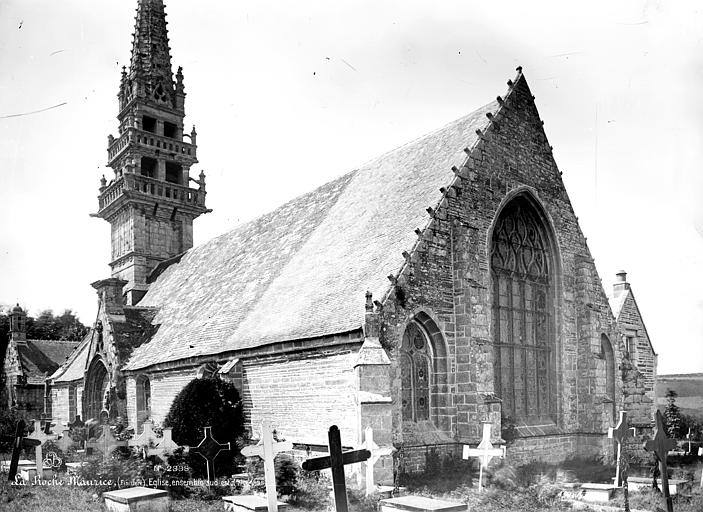
L'église.
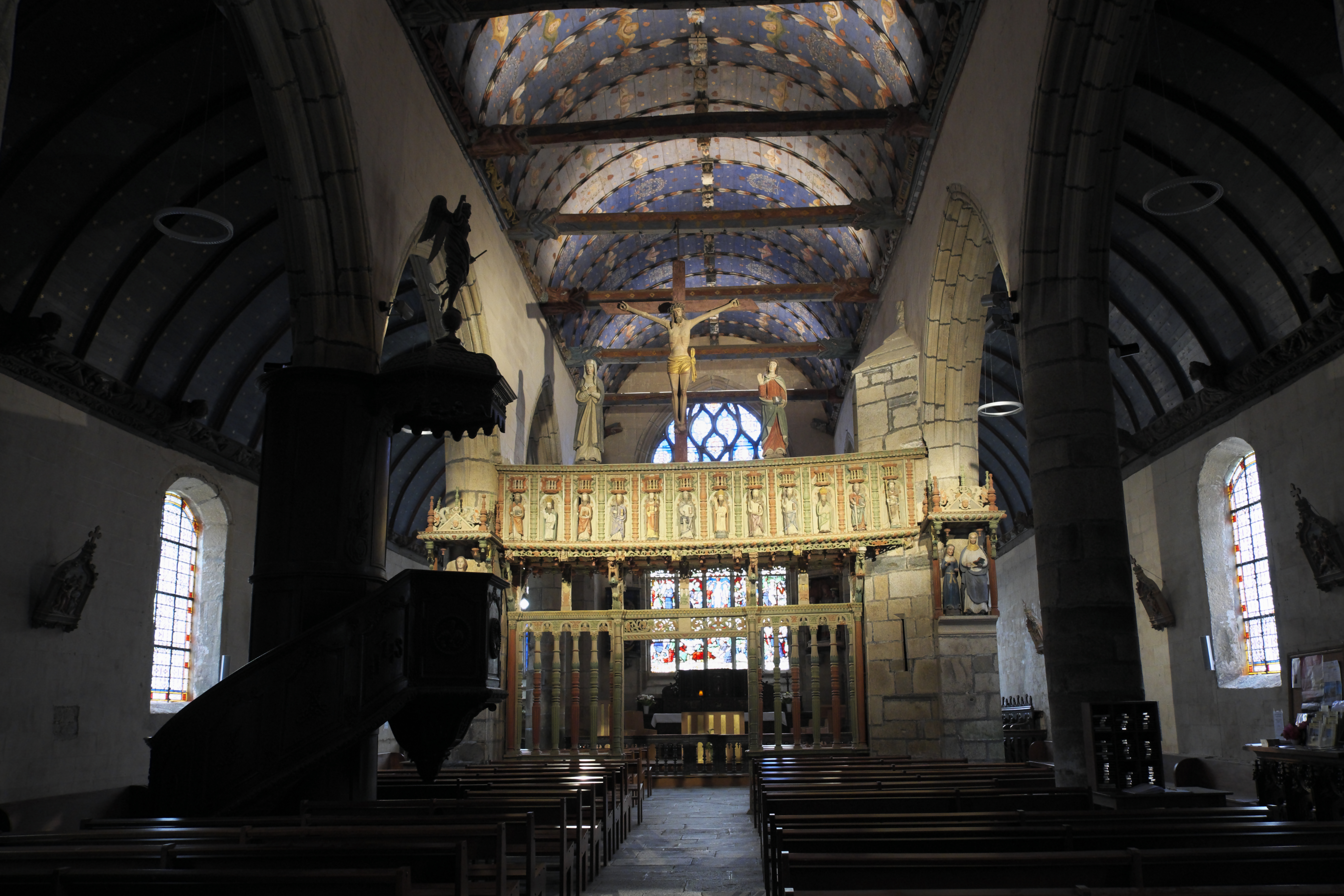
Intérieur de l'église et son jubé.
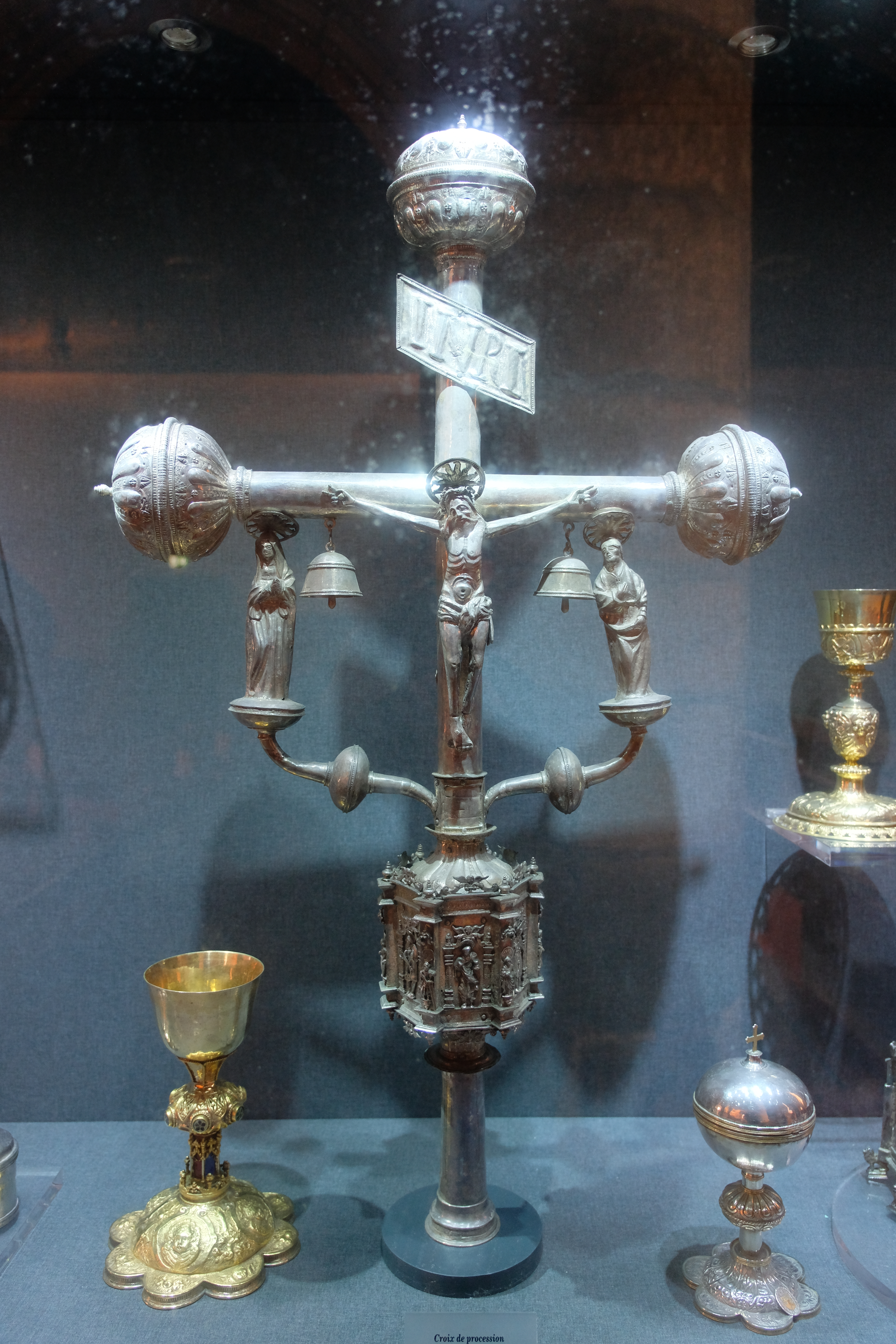
Croix de procession.
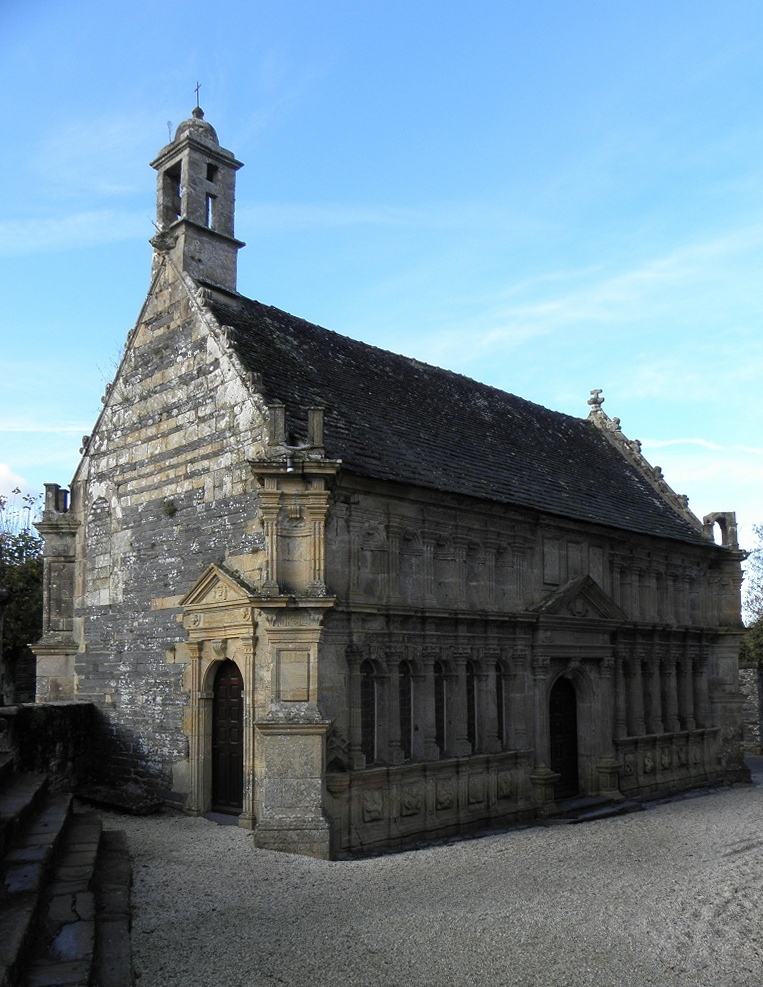
L'ossuaire.
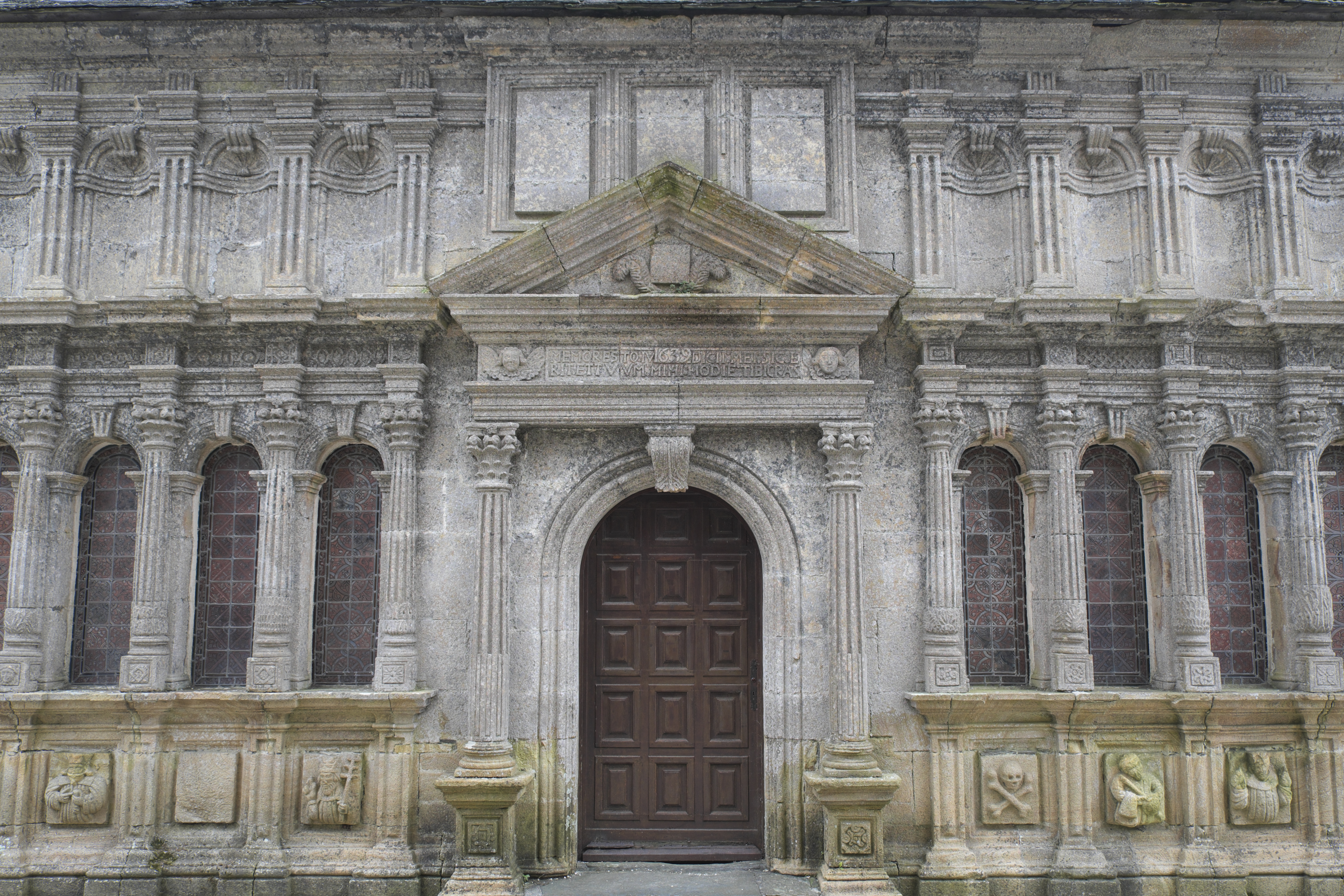
Façade de l'ossuaire.
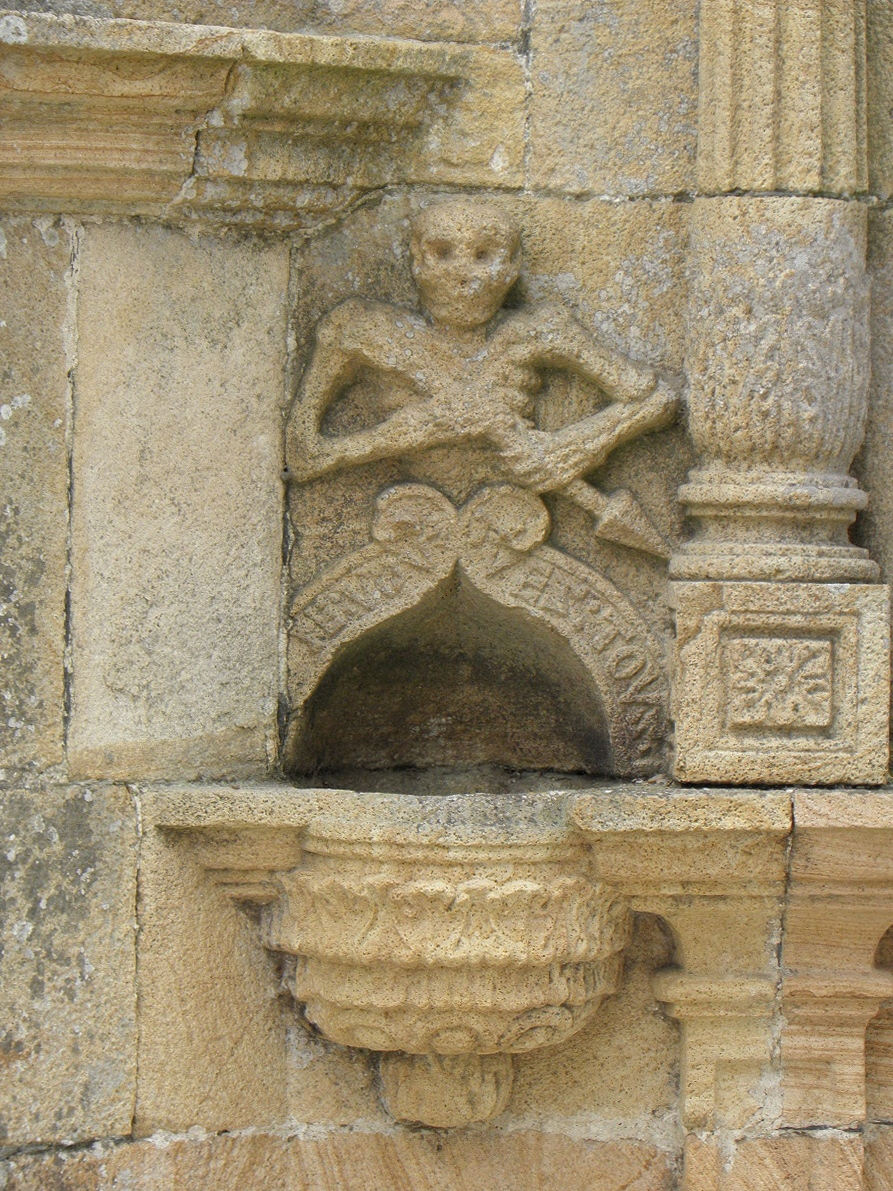
Bénitier de l'Ankou.
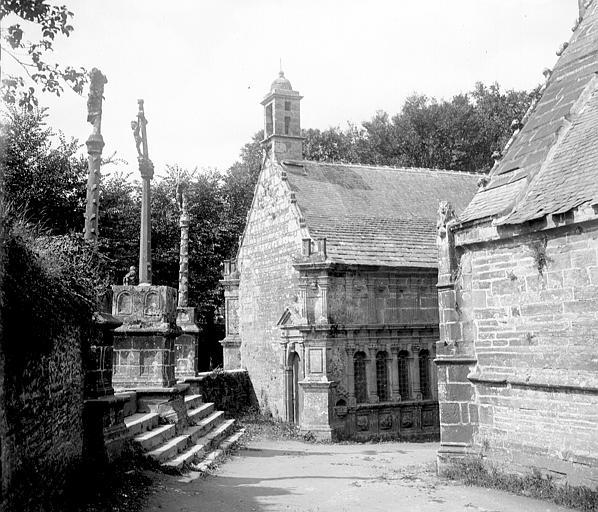
Calvaire et ossuaire.
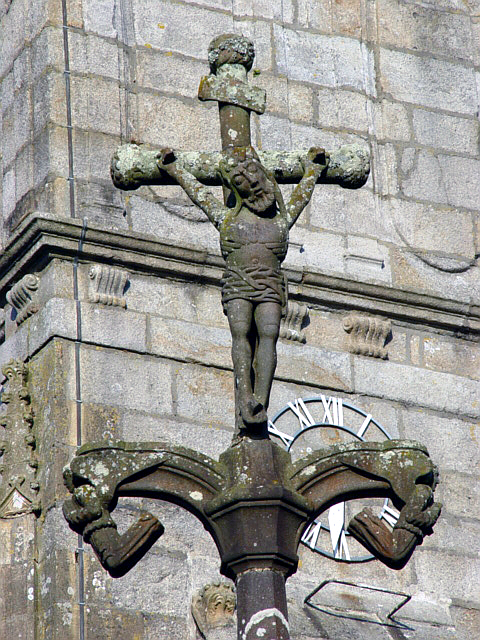
Détail du calvaire.